# Contea di Wasatch
La contea di Wasatch, in inglese Wasatch County, è una contea dello Stato dello Utah, negli Stati Uniti. Aveva una popolazione di 15 215 abitanti (2000). Il capoluogo è Heber City.

## Geografia fisica
La contea di Wasatch è situata nella parte centrosettentrionale dello Stato dello Utah e ha una superficie di 3132 km².
Il territorio è prevalentemente montuoso ed è posto sullo spartiacque dei bacini idrografici del Colorado e del Gran Bacino. Tra le catene dei monti Wasatch ad est e dei monti Uinta nel settore occidentale si apre la zona pianeggiante di Heber Valley nella quale sono concentrati i principali centri abitati. Nella contea sono presenti tre laghi artificiali ottenuti dallo sbarramento dei fiumi Provo (Jordanelle Reservoir e Deer Creek Reservoir) e Strawberry (Strawberry Reservoir).

### Contee confinanti
- Contea di Summit - nord
- Contea di Duchesne - est
- Contea di Utah - sud/ovest
- Contea di Salt Lake - nord-ovest

### Parchi e riserve naturali

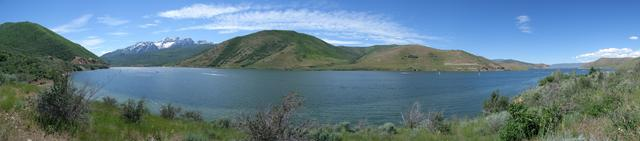
Il lago artificiale di Deer Creek

Nel territorio della contea sono presenti tre parchi statali e la Foresta nazionale di Uinta. I parchi di Deer Creek e Jordanelle comprendono gli omonimi laghi artificiali e le aree circostanti. Il parco dei monti Wasatch si estende nella parte nord-occidentale della contea, nei pressi della città di Midway.

## Storia
La regione della contea di Wasatch faceva parte dei territori dei nativi Ute. Nel 1776 la zona fu visitata da membri della spedizione di Dominguez ed Escalante. I primi insediamenti stabili risalgono al 1859. La contea fu istituita nel 1862. Il nome della contea deriva dal termine usato dagli indiani Ute per indicare un passo montano.

## Comuni

### Cities
- Heber City
- Midway
- Park City

### Towns
- Charleston
- Daniel
- Hideout
- Independence
- Interlaken
- Wallsburg

### Census-designated place
- Timber Lakes